# Au (Falkenstein)
Au ist ein Gemeindeteil des Markts Falkenstein und eine Gemarkung im Landkreis Cham.

## Geographie
Das Dorf Au liegt vier Kilometer nordwestlich von Falkenstein im Perlbachtal an der Staatsstraße 2148.

## Gemarkung
Die Gemarkung bildet den nördlichen Teil des Gemeindegebiets von Falkenstein. Auf der Gemarkung liegen das Dorf Au und Aichhof, Aipoln, Antersdorf, Bielhof, Birkenau, Breitenbach, Ettmannsdorf, Gfäll, Grubhof, Hagenau, Haushof, Hundessen, Litzelsdorf, Löffelmühl, Marienstein, Mietnach, Mühlthal, Neuhofen, Oberaign, Schergendorf, Schlernhof, Schweinsberg, Sonnhof, Unteraign, Weismühl, Wiedenhof, Willmannsried und Winkling. Die angrenzenden Gemarkungen sind Beucherling, Trasching, Michelsneukirchen, Falkenstein, Rettenbach, Frankenberg, Schillertswiesen und Zell.

## Geschichte
Am 1. Januar 1971 wurde die dem Landkreis Roding angehörende Gemeinde Au in den Markt Falkenstein eingegliedert. Sie hatte eine Fläche von etwa 1955 Hektar und die 29 Orte Au, Aichhof, Aipoln, Antersdorf, Bielhof, Birkenau, Breitenbach, Ettmannsdorf, Gfäll, Grubhof, Hagenau, Haushof, Hundessen, Litzelsdorf, Löffelmühl, Marienstein, Mietnach, Mühlthal, Neuhofen, Oberaign, Schergendorf, Schlernhof, Schweinsberg, Sonnhof, Unteraign, Weismühl, Wiedenhof, Willmannsried und Winkling.  Die Einwohnerzahl der Gemeinde schwankte in der Zeit von 1840 bis 1970 zwischen 522 (1867) und 794 (1946).